# Viossi-Akpedje Madja
Viossi-Akpedje Madja (ur. 6 lutego 1986 w Togo) – togijski narciarz, pierwszy biegacz narciarski z Togo.

## Życiorys
Viossi-Akpedje Madja urodził się 6 lutego 1986 roku w Togo. Kiedy miał 10 lat, wyemigrował wraz z rodziną do Francji, potem jednak przeniósł się do Niemiec, gdzie obecnie mieszka. Z zawodu jest programistą, studiował informatykę.
Początkowo Togijczyk chciał zostać piłkarzem – jego idolem był nigeryjski piłkarz Jay-Jay Okocha i z tego powodu nosi pseudonim "Jay Jay".
W 2011 roku w Wiesbaden założono togijsko-niemiecką grupę "Team Togo", której celem jest stworzenie reprezentacji Togo na zimowe igrzyska w 2014 roku. W skład grupy weszło czterech sportowców togijskich, w tym Madja.
W pierwszych dniach grudnia 2012 roku Toni Hiltmair, członek grupy, a także przyjaciel "Jay Jaya", z którym często grywał w piłkę nożną, poinformował o tym swojego kolegę i wysłał mu wiadomość tekstową o treści: "Możesz powiesić korki na kołku. Togo chce być w Soczi!". Madja na początku uznał, że był to żart ze strony Hiltmaira i zignorował SMS – nigdy nie interesował się bowiem sportami zimowymi. Jednak 20 grudnia Togijczyk zadecydował, że odtąd będzie uprawiał biegi narciarskie. Tak wspominał swoje pierwsze treningi:

Na początku czułem się jak idiota. Raz po raz lądowałem na twarzy.

Nie był na początku zadowolony z efektów treningów, jednak nie rezygnował z uprawiania narciarstwa. Dostał później nowy sprzęt i rozpoczął treningi w Niemczech i Szwajcarii pod okiem trenerki Barbary Häsch. Togijczyk pomyślnie je przechodził i postanowił wystartować na mistrzostwach świata w Val di Fiemme. Minimum do występu na czempionacie był występ i ukończenie oficjalnego biegu pod egidą Międzynarodowej Federacji Narciarskiej (FIS). 10 lutego 2013 roku wziął udział w zawodach o Puchar FIS w niemieckiej miejscowości Zwiesel, gdzie wystąpił w biegu na 10 km. Do przedostatniego zawodnika stracił 55 minut, jednak najważniejsze dla Togijczyka było ukończenie biegu, który dał mu szanse na występ w Val di Fiemme.
Uzyskał szeroki rozgłos w Togo. Został zaproszony przez ministerstwo sportu, telewizję i Togijski Komitet Olimpijski. Na lotnisku w Lomé (stolicy Togo) jeden z taksówkarzy poprosił go o autograf:

To świetne uczucie być dla kogoś inspiracją. Mam nadzieję, że więcej moich rodaków będzie uprawiało sporty zimowe. Trochę koloru w zimowych sportach nie zaszkodzi...

Madja był jedynym reprezentantem Togo na mistrzostwach w Val di Fiemme. Po raz pierwszy wystartował 21 lutego 2013 roku – zajął ostatnie, 129. miejsce w sprincie techniką klasyczną. Poprzedzający zawodnik wyprzedził go o ponad minutę (Madja uzyskał czas 7:19,09). 23 lutego wziął udział w biegu łączonym na 30 km, gdzie również zajął jedną z ostatnich pozycji.